# Microcythere minuta
Microcythere minuta är en kräftdjursart som beskrevs av Walter Klie 1936. Microcythere minuta ingår i släktet Microcythere, och familjen Microcytheridae. Arten har ej påträffats i Sverige.